# زوجية العدد صفر

كفتا هذا الميزان تحوي «صفر» من الأجسام الموزونة التي تتوزع بالتساوي على كل كفة.

العدد صفر هو عدد زوجي، أي أنه ينتمي للأعداد الزوجية. الطريقة الأبسط لإثبات أن عدد ما ينتمي للأعداد الزوجية أم لا هي بمعرفة هل هذا العدد من مضاعفات العدد 2  (أي: 0 × 2 ). نتيجة لذلك، فإن العدد صفر يمتلك كافة الخصائص التي تتميز بها الأعداد الزوجية: فالعدد 0 يقبل القسمة على 2، وهو مثل كافة الأعداد الزوجية الأخرى جار لأعداد فردية من كلا الطرفين (أي يسبقه ويلحقه عدد فردي), وناتج جمع العدد صفر مع نفسه هو عدد صحيح (0)، و«صِفراً» من الأشياء يمكن  قسمتها لجزئين متساويين كلاً منهما يساوي صفر (0 قسمة 2 يساوي 0).
الأعداد الزوجية كافة تتبع نمطاً في ترتيبها والعدد صفر يكمل هذا النمط. القواعد الحسابية العامة للأعداد الزوجية (زوجي - زوجي = زوجي) تتطلب أن يكون الصفر عدداً زوجيا. فالعدد صفر يعتبر عنصر جمعي محايد في زمرة الأعداد الصحيحة، وهو أيضاً نقطة البداية لنشأة كافة الأعداد الطبيعية الزوجية الأخرى وحصولها على قيم محددة بشكل متكرر. النمط المتكرر هذا الخاص بالأعداد الزوجية المتبع في تطبيقات من  نظرية المخططات إلى الهندسة الحسابية يعتمد على كون الصفر عدد زوجي. لا تقتصر قابلية الصفر للقسمة على العدد 2 فقط بل هو قابل للقسمة على كل مضاعفات قوة العدد 2 وهو ما تستخدمه الحواسيب ضمن نظام العد الثناني. من هذا المنطلق، يمكننا القول أن 0 هو العدد «الأكثر زوجيةً» من الجميع.
تعتبر زوجية العدد صفر أحد الأمور التي تسبب حيرة بين العامة، فضمن أحد التجارب الخاصة التي تقيس سرعة الاستجابة استنتج معظم الأشخاص زوجية العدد صفر بشكل أبطأ مقارنة بالأعداد 2 أو 4 أو 6 أو 8. هذا بالإضافة لاعتقاد بعض الطلاب الذين يدرسون الرياضيات، وبعض المعلمين أيضاً، أن صفر هو عدد فردي والبعض يظنهُ فردياً وزوجياً في نفس الوقت والبعض الآخر ينفيهِ من الحالتين تماماً. باحثون في تعليم الرياضيات قالوا أن حالة سوء الفهم هذه يمكن أن تصبح فرصة للتعلم. فدراسة عمليات حسابية مثل 0 × 2 = 0 حيث يكون فيها الصفر ناتجاً للعملية الحسابية قد يزيل شكوك الطلاب حول تسمية صفر عددا من الأساس وإمكانية استخدامه في العمليات الحسابية بشكل أكبر. النقاشات في فصول الدراسة تساهم بجعل الطلاب أكثر تقديراً ومحبةً للاستنتاج والاستنباط الحسابي مثل أهمية التعاريف والإيضاحات لقوانين الحساب والرياضيات. تخمين زوجية هذا العدد الاستثنائي هو مثال للجو السائد منذ القدم في علوم الرياضيات الذي يقوم بتجريد مفاهيم مألوفة إلى أُطر غير مألوفة.

## ما الذي يجعل العدد صفر عدد زوجي
يمكن استخدام التعريف الأساسي للأعداد الزوجية  بشكل مباشر لإثبات أن الصفر عدد زوجي. التعريف الأساسي يقول أن العدد ينتمي للأعداد الزوجية إذا كان من مضاعفات العدد 2.  فلنأخذ العدد 10 كمثال، فهو ينتمي للأعداد الزوجية لأنه من مضاعفات العدد 2 فهو ناتج 5 × 2. بنفس الطريقة يمكن إثبات زوجية العدد صفر، فالعدد صفر من مضاعفات العدد 2، فهو ناتج 0 × 2, لذا فهو زوجي.
من الممكن أيضاً إيضاح سبب زوجية العدد صفر دون الاعتماد على التعريف الأساسي للأعداد الزوجية. التفسيرات التالية تتبع منطق أن الصفر عدد زوجي   في المفاهيم الأساسية للأعداد. من هذا الأساس، يمكن تقديم أسباب منطقية لتعريف الأعداد الزوجية نفسه ومدى القدرة على تطبيق التعريف على العدد صفر.

### توضيحات أساسية

المربع الذي يحوي 0 من الأشكال، لايملك شكل أحمر متبقي (المتبقي بعد صف الأشكال لأزواج).

تستخدم الأرقام في العد والصفر هو أحد هذه الأرقام. بالنظر إلى مجموعة من الأشكال، يقوم أحدهم بوصف كم شكلاً في كل مجموعة باستخدام العدد المناسب، حيث يستخدم صفر في هذه الحالة للمجموعة التي لاتملك أي شكل; يمكن صياغة الجملة بلغة المصطلحات: صفر هو عدد الاشكال في المجموعة الخالية. يقوم المفهوم على ترتيب الأشكال في كل مجموعة لأزواج، وإذا تبقى شكل بعد ترتيب الأزواج بشكل وحيد فإن المجموعة تعتبر مجموعة فردية. المجموعة التي لاتملك شكل متبقي تعتبر مجموعة زوجية، وفي هذه الحالة يعتبر صفر مجموعة زوجية لافتقاره لشكل متبقي وحيد.
يمكن إيضاح هذا المفهوم برسم الأشكال كأزواج. أن يكون الصفر كزوجين أثنين هو أمر صعب تصوره لذا من الأفضل رسم الأعداد الأخرى ومقارنتها مع الصفر. مثلاً، في مجموعة من خمسة أشكال هناك زوجين من الأشكال وشكل متبقي وحيد لذا فهذه المجموعة تُصنف على أنها مجموعة فردية لذا 5 عدد فردي. المجموعة التي تحوي أربعة أشكال سيتم ترتيب الأشكال لزوجين ولن يتبقى أي شكل وبالتالي فالعدد 4 هو عدد زوجي. في المجموعة التي تحوي شكلاً واحد، لن يكون هناك إمكانية لتكوين زوج وبالتالي هناك شكل متبقي وتصنف المجموعة على أنها فردية والرقم 1 عدد فردي. أما المجموعة الخالية من الأشكال، فلا تملك أي شكل متبقي، لذا وبناءاً علي المفهوم ذاته تعتبر المجموعة زوجية والصفر عدد زوجي.
هناك أيضاً تعريف قوي في بيان زوجية عدد ما: إذا كانت الأشكال في مجموعة ما يمكن ترتيبها في مجموعتين متساويتين في المقدار فإن عدد الأشكال هو عدد زوجي. هذا التعريف نظير للتعريف الأول، فمرة أخرى يمكن القول أن الصفر يعتبر عدد زوجي لأن المجموعة الخالية من أي شكل يمكن تقسيمها لمجموعتين متساويتين في المقدار، كلآً من هذه المجموعتين يملك قيمة مساوية للأخرى وهي صفر.
يمكن تصور كل عدد نقطة تملك نمط مميزاً على خط الأعداد، حيث تختلف الأعداد الزوجية عن الفردية وكل منها له نمط مختلف، خصوصاً لو تم تضمين الأعداد السالبة:
ولأن الأعداد الزوجية والأعداد الفردية تتعاقب، فإنه عند البدء عند أي عدد زوجي على خط الأعداد ومن ثم العد زيادة أو نقصانا بنقطتين فهذا يؤدي للوصول لعدد زوجي آخر، وليس هناك ما يدعو إلى تخطي العدد صفر وهذا يعني أن العدد صفر عدد زوجي.
في عمليات الضرب يمكن التوصل لمعرفة زوجية عدد ما بطرق أكثر جدية باستخدام الصيغ والقوانين الحسابية. هناك شكلان حسابياً لكل عدد صحيح، إما الشكل 
(2 × ▢) + 0
أو الشكل:
(2 × ▢) + 1;
 الشكل الأول هو للأعداد الزوجية والثاني للأعداد الفردية.
 فلنأخذ العدد 1 كمثال، فهو عدد فردي لأن:
1 = (2 × 0) + 1,
والعدد 0 هو عدد زوجي لأن:
0 = (2 × 0) + 0.

### تعريف الأعداد الزوجية
بعض المصطلحات في الرياضيات أصبح تعريفها  بديهيا ومعروف فمثلاً «عدد زوجي» يعني «عدد من مضاعفات اثنان» وهذا أمر متفق عليه. على عكس مصطلح «عدد زوجي» هناك مصطلحات مبنية بشكل مقصود لإقصاء الحالات البسيطة والبديهية والمتحولة لشكل أبسط. تعتبر الأعداد الأولية أحد الأمثلة الشهيرة على هذا،  فقبل القرن العشرين فإن تعاريف العدد الأولي كانت غير متوافقة ومختلفة عن بعضها،  حتى أن رياضيين بارزين مثل غولبداخ ولامبرت وليجاندر وآرثر كيلي  وكرونكر كتبوا أن العدد واحد هو عدد أولي. بينما التعريف الحديث للعدد الأولي يقول أن العدد الصحيح الموجب الذي يملك عاملان قسمة بالتمام هو عدد أولي وهذا يخرج العدد واحد من الأعداد الأولية. هذا التعريف يمكن تبريره بعد الإدراك أنه الأكثر بطبيعة الحال تناسباً مع النظريات التي تخص الأعداد الأولية، فمثلاً، نظرية المبرهنة الأساسية في الحسابيات تعتبر الأبسط لإثبات أن العدد واحد ليس عدد أولي.
من الممكن إعادة تعريف «العدد الزوجي» بطريقة تجعل الصفر خارج الأعداد الزوجية،  ولكن  في هذه الحالة فإن التعريف الجديد من شأنه أن يجعل الأمر أكثر صعوبة لإثبات النظريات المبنية على التعريف الحالي للأعداد الزوجية. التأثير الناتج عن التغيير يمكن مشاهدته بالفعل في قواعد الجبر التي تحكم الأعداد الزوجية والأعداد الفردية. أهم القواعد الحسابية ذات الصلة هي الجمع والطرح والضرب:
زوجي ± زوجي = زوجي
فردي ± فردي = زوجي
زوجي × عدد صحيح = زوجي
إدراج القيم المناسبة في الجانب الأيسر من هذه القواعد يمكن أن ينتج 0 على الجانب الأيمن:
2 − 2 = 0
-3 + 3 = 0
4 × 0 = 0
القواعد المذكورة أعلاه ستكون خاطئة إذا أُعتبر الصفر عدد غير زوجي. قد يتم تعديلها لتناسب هذا التغيير في أحسن الأحوال. فمثلاً، هناك دراسة تجريبية تنص على أن الأعداد الزوجية تتميز بأنها مضاعفات العدد 2 ولكن صفر لايعتبر عدد زوجي أو فردي. وعليه فإن قواعد هذه الدراسة فيما يخص الأعداد الفردية والزوجية تحتوي على استثناءات:
زوجي ± زوجي = زوجي (أو صفر)
فردي ± فردي = زوجي (أو صفر)
زوجي× عدد صحيح ليس صفر  = زوجي
استثناء الصفر في تعريف الأعداد الزوجية يُجبر القوانين أن تملك استثناءات للأعداد الزوجية. فمن منظور آخر، إذا قمنا بأخذ القوانين التي تحترمها الأعداد الصحيحة الزوجية ومقارنتها مع القوانين الحالية المتعارف عليها فإن ذلك يثبت التعريف المعتاد وزوجية العدد صفر.

## وصلات خارجية
- دكتور ريك (2001)، "هل الصفر عدد زوجي؟"، اسأل دكتور الرياضيات، منتدى الرياضيات، مؤرشف من الأصل في 2019-07-28، اطلع عليه بتاريخ 2013-06-06. (بالإنجليزية)
- Straight Dope Science Advisory Board‏ (1999)، هل الصفر عدد زوجي أم فردي؟، مؤرشف من الأصل في 2018-08-29، اطلع عليه بتاريخ 2013-06-06. (بالإنجليزية)